# Olgierd Donimirski
Olgierd Donimirski (ur. 18 października 1913 w Czerninie, zm. 22 grudnia 2004 w Krakowie) – polski działacz społeczny i narodowy na Powiślu w okresie międzywojennym, po wojnie pierwszy starosta olsztyński i urzędnik administracji gospodarczej.

## Życiorys
Pochodził z rodziny ziemiańskiej z Powiśla, był synem działacza społecznego i narodowego Witolda (1874–1939) i Wandy z Sikorskich (1890–1974). W latach 1927–1932 kształcił się w gimnazjum na warszawskich Bielanach, później w Liceum Rolniczym w Bydgoszczy (w 1938 uzyskał dyplom technika rolnictwa). Działał w Związku Polaków w Niemczech i Towarzystwie Młodzieży. W 1938 należał do grona założycieli tajnej organizacji Mowa-Obyczaj Polski (MOP).
Zagrożony aresztowaniem wyjechał do Polski w kwietniu 1939 i pracował jako praktykant rolny w majątku Jaronty koło Inowrocławia. W czasie okupacji przebywał w Lublinie, utrzymując kontakty z dawnymi działaczami Związku Polaków w Niemczech (m.in. Edmundem Osmańczykiem) i podziemiem zbliżonym do ruchu ludowego. Po wyzwoleniu Lublina został tymczasowym kierownikiem Działu Płodów Rolnych w Wydziale Aprowizacji Urzędu Wojewódzkiego w Lublinie.
30 marca 1945 przyjechał do Olsztyna w składzie pierwszej grupy operacyjnej Ministerstwa Administracji Publicznej. Objął stanowisko p.o. starosty olsztyńskiego. Przeprowadził m.in. reaktywowanie Spółdzielni Rolniczo-Handlowej „Rolnik” w Olsztynie, był kierownikiem Wydziału Ziemiopłodów w Funduszu Aprowizacyjnym, członkiem władz Polskich Zakładów Zbożowych. Działał w wielu organizacjach społecznych i związkach zawodowych, m.in. w Wojewódzkim Komitecie Obrońców Pokoju, Powiatowej Komisji Społecznej do Walki z Analfabetyzmem, Komitecie Działaczy Katolickich na Warmii i Mazurach (w 1957 przewodniczący). Należał do Stronnictwa Pracy, potem do Stronnictwa Demokratycznego. W latach 1956–1960 pracował w redakcji „Słowa na Warmii i Mazurach” i był wiceprezesem Zarządu Głównego Warmińsko-Mazurskiego Towarzystwa Kulturalno-Społecznego w Olsztynie.
Od 1960 prowadził gospodarstwo rolne w Majdach (Mojdach) pod Olsztynem. W latach 70. przeniósł się do województwa bydgoskiego, następnie do województwa radomskiego. Od 1980 zajmował się gospodarstwem rolnym w Koźmicach Wielkich w okolicy Krakowa, jego żona Renata ze Stablewskich w tym czasie działała w NSZZ RI „Solidarność”, a od 1988 również w Komitecie Obywatelskim miasta i gminy Wieliczka.
Został odznaczony m.in. Medalem Rodła.
Pochowany został na cmentarzu komunalnym w Olsztynie (ulica Poprzeczna), w grobie rodzinnym (kw. 2 rząd 3 grób 44–45).